# 4 Centauri
Ne doit pas être confondu avec H Centauri (V945 Cen).
Désignations
4 Cen A : CD-31 10729, GC 18755, SAO 204944

4 Centauri (en abrégé 4 Cen) est une étoile multiple de la constellation australe du Centaure. Elle porte également la désignation de Bayer de h Centauri, 4 Centauri étant sa désignation de Flamsteed. D'après la mesure de sa parallaxe annuelle par le satellite Hipparcos, le système est situé à environ 200 pc (∼652 al) de la Terre.
4 Centauri est un système d'étoiles quadruple hiérarchique. Ses deux paires qui le composent sont séparées de 14 secondes d'arc ; il leur faudrait au moins 55 000 ans pour compléter une orbite.
Sa composante primaire, désignée 4 Centauri A, est une binaire spectroscopique, ce qui signifie que ses composantes ne peuvent pas être résolues avec un télescope, mais que le compagnon est détectable par l'effet Doppler qu'il excerce dans le spectre lorsqu'il orbite. Le couple boucle une orbite avec une période de 6,93 jours et selon une excentricité d'environ 0,25. Étant donné qu'il s'agit d'une binaire spectroscopique à raies simples, seule la lumière de l'étoile principale est visible dans le spectre, et certains paramètres tels que l'inclinaison sont inconnus. Cette étoile visible est une sous-géante bleu-blanc de type spectral B4IV. Sa magnitude apparente est de 4,72.
La composante secondaire, 4 Centauri B, est également une binaire spectroscopique à raies simples. Sa magnitude apparente est de 8,53. Elle possède une période orbitale de 4,84 jours et une excentricité de 0,05. Son étoile visible est une étoile blanche de la séquence principale ainsi qu'une étoile Am de type spectral A3Vm.